# Linda Suchá
Linda Suchá (* 28. September 2001 in Pilsen) ist eine tschechische Leichtathletin, die im Weit- und Dreisprung an den Start geht.

## Sportliche Karriere
Erste internationale Erfahrungen sammelte Linda Suchá im Jahr 2018, als sie bei den U18-Europameisterschaften in Győr mit einer Weite von 6,13 m den sechsten Platz belegte. Zudem qualifizierte sie sich damit für die Olympischen Jugendspiele in Buenos Aires, bei denen sie ebenfalls auf Rang gelangte. Im Jahr darauf wurde sie dann bei den U20-Europameisterschaften im schwedischen Borås mit 6,26 m Vierte. 2021 erreichte sie bei den U23-Europameisterschaften in Tallinn das Finale im Dreisprung, ging dort aber nicht mehr an den Start. 2023 belegte sie dann bei den U23-Europameisterschaften in Espoo mit 13,29 m den siebten Platz. Zuvor wurde sie bei der 1. Liga der Team-Europameisterschaft im Zuge der Europaspiele in Chorzów mit 12,99 m Achte im Dreisprung. 2025 verpasste sie bei den Halleneuropameisterschaften in Apeldoorn mit 13,36 m den Finaleinzug. Ende Juni wurde sie bei der 1. Liga der Team-Europameisterschaft in Madrid mit 13,86 m Sechste im Dreisprung und daraufhin gewann sie bei den World University Games in Bochum mit 13,89 m die Silbermedaille hinter der Usbekin Sharifa Davronova.
In den Jahren von 2020 bis 2022 wurde Suchá tschechische Meisterin im Weitsprung sowie 2020, 2022 und 2023 auch im Dreisprung. Zudem wurde sie 2021 Hallenmeisterin im Weitsprung sowie 2025 und 2025 im Dreisprung sowie 2017 und 2025 in der 4-mal-200-Meter-Staffel.

## Persönliche Bestleistungen
- Weitsprung: 6,45 m (−0,3 m/s), 8. August 2020 in Pilsen
- Dreisprung: 13,89 m (+0,7 m/s), 27. Juli 2025 in Bochum